# ديفيد فروست
السير ديفيد بارادين فروست (7 أبريل 1939-31 أغسطس 2013) (بالإنجليزية: Sir David Paradine Frost)‏. صحافي وكاتب ومذيع تلفزيوني بريطاني، من أشهر مقدمي التلفزيون الشخص الوحيد الذي حاور آخر سبعة رؤساء للولايات المتحدة ورؤساء الحكومة الستة الأواخر لبريطانيا. قدم برنامج بريكفاست وذ فروست الذي كان يذاع صباح كل يوم أحد وكان من أبرز البرامج السياسية في هيئة الإذاعة البريطانية.
قدم بعضا من أنجح البرامج التلفزيونية في العالم، فقد استجوب الرئيس الأمريكي ريتشارد نيكسون بعد فضيحة ووترجيت، وهو حوار استقطب أكبر عدد من المتفرجين على حوار متلفز في العالم. استجوب شخصيات شهيرة كفرقة البيتلز وميك جاغر والأمير تشارلز عشية تنصيبه أميرا لويلز ومحمد علي كلاي وغيرهم.
ألف 15 كتابا وأنتج 8 أفلام ونال عدة جوائز مرموقة عن برامجه وأعماله.

## نبذه عن حياته
ولد ديفيد فروست في تينتردين، كنت، في 7 أبريل 1939م، لعائلة من أصل هوغونوتيون وتنتمي للطائفة الميثودية، والده القس دبليو.جي. بارادين فروست، وأمه منى. ولديه اثنتان من الأخوات الأكبر منه سنا. درس في صف الكتاب المقدس في كنيسة والده بينما كان يعيش في جيلينغهام، وبدأ بعد ذلك التدريب كواعظ ميثودية، ولكنه لم يكمل ذلك. درس في مدرسة بارنسول الابتدائية في جيلينغهام، ثم مدرسة متوسطة النحو بجيلينغهام. وآخرا مدرسة نحو يلينغبورو. التحق بعد ذلك في كلية غنفيل وكيوس في جامعة كامبردج، حيث تخرج بشهادة في اللغة الإنجليزية. طوال سنوات دراسته كان متعطشا للعب كرة القدم والكريكيت،  وعرض عليه بالفعل عقدا مع فريق نوتينغهام فورست، والذي رفضه لإكمال الجامعة.
أثناء دراسته في كامبردج، رأس تحرير صحيفة إسكواش الطلابية، ومجلة غرانتا الأدبية. كما كان سكرتيرا لنادي أضواء المسرح الشهير،  بعد أن ترك الجامعة عمل متدربا في اسشيوييتد ريديفيشون وموظفا في محطة تلفزيون أنجليا.